# Camille Bryen
Camille Bryen (ur. 17 września 1907 w Nantes, zm. 8 maja 1977 w Paryżu) – francuski malarz i poeta.
W latach 30. tworzył poezję, która była połączeniem stylu dada i surrealizmu (pierwszy tomik Opoponax). W 1946 swoje prace wystawiał w Bazylei z H. Arpem. w 1948 wziął udział w wystawie zorganizowanej przez Michela Tapiégo w Galerie des Iles. Od 1950 Bryen malował w stylu zwanym taszyzmem.